# Camponotus jeanneli
Camponotus jeanneli är en myrart som beskrevs av Santschi 1914. Camponotus jeanneli ingår i släktet hästmyror, och familjen myror. Inga underarter finns listade.